# Mord an Alois Estermann
Die Ermordung des Kommandanten der Päpstlichen Schweizergarde Alois Estermann war einer der wenigen Morde im Vatikan und sorgte 1998 für Aufruhr und Spekulationen.

## Tathergang
Nach der Version des Vatikans wurden am Abend des 4. Mai 1998 der zehn Stunden zuvor ernannte Kommandant Alois Estermann und seine Frau Gladys ermordet in der Kommandantenwohnung gefunden. Daneben lag der tote Vizekorporal Cédric Tornay (* 24. Juli 1974 im Wallis, Schweiz; † 4. Mai 1998 im Vatikan), der sich offenbar selbst getötet hatte.
Nach dieser Version soll Cédric Tornay aus Rache über eine verweigerte Auszeichnung (welche standardmäßig nach drei Dienstjahren verliehen wird) durch seinen Oberkommandierenden Estermann diesen und dessen Ehefrau getötet und sich zuletzt selbst durch einen Schuss in den Mund das Leben genommen haben.

## Kontroversen um Cédric Tornay
Bald kamen Zweifel an der Glaubwürdigkeit der Darstellung des Vatikans auf. So sollen angeblich vier Gläser in der Wohnung Estermanns gefunden worden sein, es lagen jedoch nur drei getötete Personen in der Wohnung. Nach dem Tod Tornays übergab der Vatikan der Mutter von Cédric Tornay, Muguette Baudat, das Projektil, mit dem ihr Sohn sich selbst das Leben genommen haben soll. Dieses war jedoch vollkommen intakt und wies keinerlei Schürf- und Druckstellen auf.
Es wurden Verdächtigungen laut, der Vatikan habe vertuscht und Beweise gefälscht oder wissentlich gelogen. Im Buch Assassinati in Vaticano („Ermordet im Vatikan“) behaupten die beiden französischen Juristen Jacques Vergès (seinerseits ein umstrittener Anwalt) und Luc Brossollet, der vermeintliche Mörder Tornay sei selbst ermordet worden. Im Auftrag von dessen Mutter untersuchten sie den Vorfall. Brossollet vertritt die Überzeugung, es handle sich um ein Komplott und der oder die wahren Mörder seien bis heute unentdeckt.
Schweizer Experten hätten die vatikanische Version des Suizids Tornays wie auch den Schussverlauf inzwischen widerlegt. Wäre Tornay auf diese Weise ums Leben gekommen, hätte das Projektil beide Halswirbel zersplittert, dies war nicht der Fall. Eine zweite Obduktion ergab, dass Tornays Kopf zum Zeitpunkt des Schusses nach hinten gelehnt gewesen sein muss. Ein weiteres Indiz gegen die spärlichen Angaben des Vatikans ist das in der Lunge gefundene Blut, das vom Bruch des Felsenbeins stamme. Tornay muss einen heftigen Schlag gegen den Kopf bekommen haben. Dieser Schlag muss eine Bewusstlosigkeit ausgelöst haben. Erst nach diesem Schlag soll er sich erschossen haben, was unmöglich sei. Außerdem deuten ausgeschlagene Zähne darauf hin, dass ihm die Waffe gewaltsam in den Mund gesteckt worden sei.
Der Abschiedsbrief, den Cédric Tornay hinterlassen haben soll, ist einem Gutachten zufolge eine Fälschung. Dafür sprechen einige Indizien. So habe Tornay nie von Le pape („dem Papst“), sondern immer vom heiligen Vater gesprochen. Am Ende des Briefes gebe es zwei Auffälligkeiten, er verabschiedete sich von seinen Schwestern und seinem Vater, vergisst aber anscheinend seine Verlobte und seine Halbbrüder (von deren Existenz laut Brossolett niemand im Vatikan gewusst haben soll). Außerdem sei der Gruß am Ende des Abschiedsbriefes laut Tornays Mutter untypisch für ihren Sohn. Er beschreibt sie darin als „beste Mama der Welt“, Muguette Baudat sagt jedoch, dass er in so einem ernsten Brief eher mit der Endung „dein Sohn“ abgeschlossen hätte. Außerdem verlangte das vatikanische Gericht einen Tag nach dem Tod ihres Sohnes die Unterschrift von Muguette Baudat, welche die Handschrift Tornays in dem Abschiedsbrief bestätigen sollte. Im Nachhinein bestätigt diese aber, dass der Brief nicht die Handschrift ihres Sohnes trägt. Auch die abschließende Unterschrift Tornays auf dem Papier habe gefehlt.

## Stellungnahme des Vatikans zu dem Vorfall
Bis heute ist die einzige Reaktion des Vatikans eine Veröffentlichung von Ausschnitten des staatsanwaltlichen Untersuchungsberichts, der neun Monate nach der Tat den Suizid Tornays bestätigt. Zu dem Rest schweigen die Verantwortlichen. Die Akten zu dem Mordfall hält der Vatikan unter Verschluss. Nach den öffentlichen Vorwürfen räumte man ein, ungeklärten Fragen nachzugehen, doch bis heute ist dies nicht geschehen.

## Weiterer Verlauf nach den Morden
Muguette Baudat richtete eine Internetseite für ihren Sohn ein. Sie trug zu den meisten Informationen bei, beispielsweise sollte der Sarg nicht mehr geöffnet werden und der Mutter ein letzter Abschied von ihrem toten Sohn verwehrt bleiben. Sie erkämpfte jedoch die Öffnung des Sarges und eine unabhängige Autopsie des Leichnams. Sie sagte abschließend, dass sie wisse, dass die Wahrheit eines Tages ans Licht kommen würde, egal ob sie bis dahin noch lebe oder nicht, das sei sie ihrem Sohn schuldig.
Im Zürcher Tages-Anzeiger vom 19. November 2005 kam der Journalist Michael Meier zum Schluss: „Spekulationen über Bluttat im Vatikan haltlos“. Er stützte sich dabei auf ein von Tornays Mutter (Muguette Baudat) in Auftrag gegebenes Gutachten von Thomas Krompecher vom Institut für Rechtsmedizin der Universität Lausanne. Dessen Autopsiebericht sei nie veröffentlicht worden, weil er den Verschwörungstheorien der beiden französischen Anwälte Baudats widersprach. Die sich namentlich auf den Einschusswinkel, das Kaliber des Geschosses und die Stellung der Leiche Tornays stützenden Spekulationen erweisen sich gemäß dieser Obduktion allesamt als haltlos. „Mit den Ergebnissen der Krompecher-Autopsie ist“, so Meier, „die These von der Ermordung Tornays widerlegt“. In Betreff auf den Abschiedsbrief Tornays belegte ein graphologisches Gutachten schon vor Jahren, dass das Schreiben tatsächlich von ihm stammt.

## Verarbeitung in der Literatur
In seinem Roman Der Engelspapst beschreibt der Autor Jörg Kastner im Ausgangspunkt der Geschichte einen Mord am fiktiven Kommandanten der Schweizergarde Heinrich Rosin und dessen Frau Juliette Rosin durch den Schweizer Gardisten Marcel Dannegger, der anschließend durch Suizid stirbt.